# Bahnhof Zevenaar
Der Bahnhof Zevenaar ist ein Bahnhof an der Bahnstrecke Oberhausen–Arnhem in der niederländischen Stadt Zevenaar, welche sich in der Provinz Gelderland befindet. Der Bahnhof ist seit Schließung der Station Zevenaar GOLS im Jahre 1918 die einzige Station in Zevenaar. In regionalen Planungen ist für die Stadt eine zweite Station vorgesehen, nämlich die Station Zevenaar Poort. Heute halten hier der Stoptrein von Arnhem Centraal über Doetinchem nach Winterswijk und der Rhein-IJssel-Express nach Düsseldorf Hauptbahnhof.
An der Hollandstrecke ist er der niederländische Grenzbahnhof; der deutsche ist der Bahnhof Emmerich. Durch das Schengener Abkommen finden in der Praxis aber kaum mehr Kontrollen statt.

## Geschichte

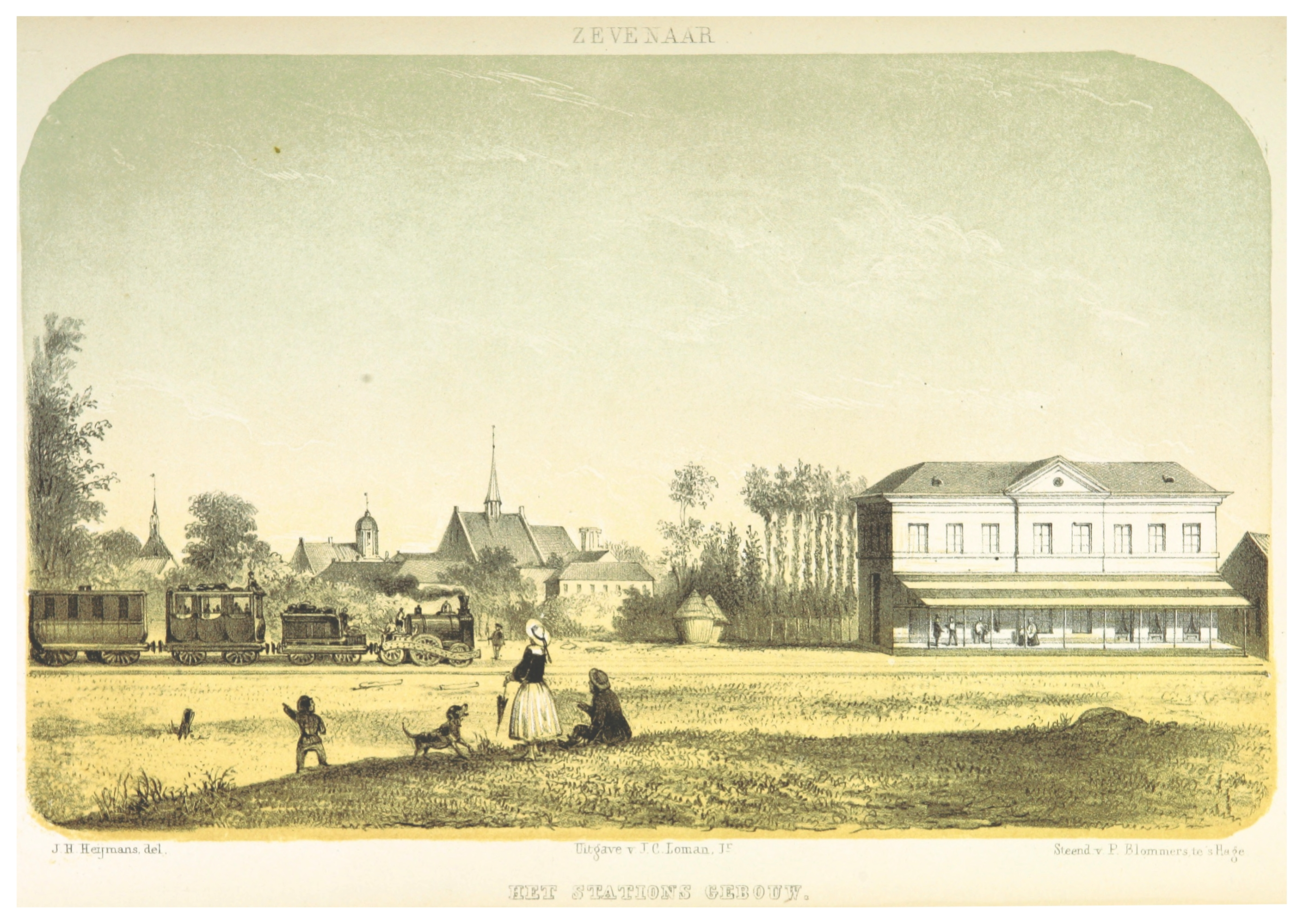
Bahnhofsgebäude 1855

Der Bahnhof Zevenaar wurde 1856 gleichzeitig mit der Verlängerung der Hollandstrecke nach Emmerich eröffnet. Im Jahre 1865 wurde die Bahnstrecke Zevenaar–Kleve eröffnet. Die dritte Verbindung von Zevenaar, die von der Geldersch-Overijsselsche Lokaalspoorweg-Maatschappij (GOLS) geschaffene Lokalbahn auf der Bahnstrecke Winterswijk–Zevenaar, erhielt in Zevenaar einen eigenen Bahnhof (Zevenaar GOLS). Ursprünglich sollt Zevenaar noch an eine vierte Bahnstrecke angeschlossen werden, die Erweiterung des Betuwelinie von Elst nach Zevenaar wurde jedoch nie realisiert.
In Zevenaar baute die Nederlandsche Rhijnspoorweg-Maatschappij (NRS) einen Durchgangsbahnhof mit Grenzfunktion. Alle internationalen Reisenden mussten mit ihrem Gepäck eine Zollkontrolle im Bahnhof passieren. Neben der Zollstation gab es im Bahnhof auch andere Ein- und Ausgangskontrollen, zwei Wartezimmer, ein Bahnhofslokal, Büros, Toiletten und drei Dienstwohnungen. Vor dem Bahnhofsgebäude befand sich außerdem ein Wasserturm, der zum Auffüllen der Wasserkessel der Dampflokomotiven diente, sowie eine Drehscheibe, ein Personenwaggon- und ein Frachtwaggonschuppen.
Nach der verpflichtenden Zusammenarbeit zwischen der Hollandsche IJzeren Spoorweg-Maatschappij (HSM) und der Maatschappij tot Exploitatie van Staatsspoorwegen (SS; dieser übernahm 1890 die NRS) im Jahre 1917 wurde die Bahnstrecke Zevenaar–Winterswijk auch an den Bahnhof angeschlossen, die Station Zevenaar GOLS wurde demzufolge geschlossen.
Anfang der 1960er Jahre wurde das Stationsgebäude abgerissen. Da die meisten Zollangelegenheiten am Bahnhof Arnhem Centraal oder im Zug stattfanden, konnte man sich auf eine kleine Unterkunft beschränken. Im Jahre 1962 wurde dann das noch heute bestehende Empfangsgebäude eröffnet. Anfangs enthielt das Gebäude eine Halle, Warteräume, Fahrkartenschalter und ein Stellwerk. Zur Höchstzeit der Station arbeiteten ca. 150 Zollbeamte und Eisenbahnarbeiter in Zevenaar.
Im Jahre 2001 übertrugen die Nederlandse Spoorwegen den Betrieb an Syntus. Selbige gab den Betrieb im Jahr 2012 an Arriva und Breng weiter.

## Anbindung
Folgende Linien bedienen den Bahnhof. Die beiden Regionalbahnlinien schaffen zusammen werktags bis 20.00 Uhr von Arnhem bis Doetinchem einen 15-Minuten-Takt.
| Gattung          | Linie | Linienweg | Takt                                                 | Betreiber |
| ---------------- | --- | --- | ---------------------------------------------------- | --------- |
| Regional-Express | | |                                                      |           |
| RE 19            | Rhein-IJssel-Express: Arnhem Centraal – Zevenaar – Emmerich-Elten – Emmerich – Praest – Millingen (b Rees) – Empel-Rees – Haldern (Rheinl) – Mehrhoog – Wesel Feldmark – Wesel – Friedrichsfeld (Niederrhein) – Voerde (Niederrhein) – Dinslaken – Oberhausen-Holten – Oberhausen-Sterkrade – Oberhausen Hbf – Duisburg Hbf – Düsseldorf Flughafen – Düsseldorf Hbf Stand: Fahrplanwechsel Dezember 2023 | 60 min | VIAS                                                 |           |
| Stoptrein        | 30700 | Brengdirect: Arnhem Centraal – Arnhem-Velperpoort – Westervoort – Duiven – Zevenaar – Didam – Wehl – Doetinchem De Huet – Doetinchem                                              | 30 min Fährt nicht nach 20.00 Uhr und am Wochenende. | Breng     |
| Stoptrein        | 30900 | Arnhem Centraal – Arnhem-Velperpoort – Westervoort – Duiven – Zevenaar – Didam – Wehl – Doetinchem De Huet – Doetinchem – Gaanderen – Terborg – Varsseveld – Aalten – Winterswijk | 30 min                                               | Arriva    |

Von Dezember 2005 bis Juni 2006 fuhr Syntus versuchsweise am Wochenende eine Regionalbahnverbindung Arnhem – Emmerich (RB 34 – Der Arnheimer). Diese Verbindung wurde wegen Fahrgastmangel bereits früher als geplant eingestellt. Seit 6. April 2017 verbindet der Rhein-IJssel-Express (RE 19) Arnheim via Zevenaar mit Duisburg und Düsseldorf. Diese Linie wird durch Vias betrieben.
Im Eingangsgebäude befinden sich ein Kiosk von Servex und eine Wartehalle der Busgesellschaft Connexxion.

### ÖPNV zum Bahnhof Emmerich
Es gibt keine direkten Busverbindungen zwischen den Bahnhöfen Zevenaar und Emmerich, aber zwei Umsteigeverbindungen. Sie sind durch den Rhein-IJssel-Express weitgehend obsolet geworden.